# Angol Királyság
Az Angol Királyság egy nyugat-európai állam volt Nagy-Britannia szigetének a déli részén. Az ország a mai felosztás szerint fénykorában Angliát és Wales-t foglalta magában. Eredetileg a királyság központja Winchesterben volt, de szinte ugyanilyen jogai voltak Londonnak, illetve Gloucesternek. Az ország fővárosa a 12. század kezdete óta London. Azóta az országok változtak a területén, de mindig itt volt a központ.
A mostani uralkodó, III. Károly a régi királyok modern örököse. Az angol király (és az angol királynő) címet 1707 óta nem használják, és hivatalosan helytelen, mikor a pozícióban lévőről beszélünk. A jelenlegi uralkodó a wessexi királyokig vissza tudja vezetni a családfáját az 1. évezredben.

## Története
Az Angol Királyságnak nincs meghatározható alapítási dátuma. Az ország története a heptarchiáig vezethető vissza, amikor hét kisebb királyság, Kelet-Anglia, Essex, Kent, Mercia, Northumbria, Sussex és Wessex szövetséget kötött.
A 9. századtól a többi terület felett is erős hatalommal bírt a wessexi király. Nagy Alfréd (871–899) nevezte először magát Anglia királyának. Fia kiterjesztette a katonailag ellenőrzött területet, amikor elfoglalta a szigetnek az addig dánok által uralt részeit. Testvérének Ethelfledának 918-as halálát követően Mercia uralkodója is ő lett. 927-ben az utolsó korai angol királyság, Northumbria is a wessexi király, Athelstan uralma alá került. Ő volt az első, aki egy egyesített Anglia felett uralkodott. Jogilag nem, de ténylegesen ő volt az első király.
Anglia ettől kezdve soha fel nem oszló politikai egység. Ennek ellenére a 10. században a vikingek Dániából többször megtámadták a szigetet. Erre válaszul II. Ethelred elrendelte az összes dán lemészárlását, aki 1002-ben az ország területén volt. Ez csak még inkább felkeltette I. Svend, Dánia és Norvégia uralkodójának érdeklődését a szigetország iránt. Élete hátralévő részében négy teljes hadjáratot vezetett Anglia ellen. 1013-ban II. Ethelreddel szemben őt koronázták Anglia királyává. 1014. február 2-án meghalt. Fia, Knut folytatta a háborút. II. Ethelred 1016. április 23-án meghalt. Fiát hamarosan megtámadta Knut. A dán király beleegyezett abba, hogy II. Edmunddal megosztva uralkodnak a területen, de Edmund később, 1016. november 30-án meghalt, így az ország a dán uralkodó uralma alatt egyesült. A dán uralom egészen II. Hardenkut haláláig, 1042. június 8-áig folytatódott. Ő Knut és Normandiai Emma, II. Ethelred özvegyének a fia volt. II. Hardeknut fiú utód, trónörökös nélkül halt meg, így a trónt féltestvére, Hitvalló Edward követte a trónon. Az Angol Királyság ismét független.
A béke csak a gyermektelen Edward haláláig, 1066. január 4/5-éig tartott. Ekkor sógorát, II. Haroldot koronázták meg. Unokatestvére, Normandiai Vilmos szintén bejelentette az igényét a trónra. Anglia ellen támadást intézett, és Sussexnél 1066. szeptember 28-án lépett a szigetre. A király seregeivel együtt a Stamford Bridge-i győztes csatáét követően Yorkban állomásoztak. Végig kellett vonulniuk Anglián, hogy újabb ellenségükkel találkozzanak. II. Harold és Vilmos csapatai végül is a hastingsi csatánál (október 14.) találkoztak egymással. Harold elbukott, és Vilmos került ki győztesen. Ezt követően Vilmos csekély ellenállással el tudta foglalni Angliát. Ennek ellenére nem tervezte, hogy a területet a Normann Hercegséghez csatolja. Mint herceg, I. Fülöp hűbérese volt. Így, hogy egy független ország uralkodója, megvolt rá a lehetősége, hogy bármifajta külső hatástól függetlenül irányítsa az országot.
Az Angol Királyság és a Normann Hercegség között személyi perszonálunió állt fenn 1204-ig. Ebben az évben (Földnélküli) János I. Vilmos negyedik generációs leszármazottja, II. Fülöppel vívott csatájában elveszíti a kontinentális területek feletti irányítást. Az ország többi része továbbra is János, és örököseinek fennhatósága alá tartozik, ezek a mai Csatorna-szigetek.
János magáénak tudhatta még az Aquitánia hercege címet és a terület feletti jogokat is. Unokája, I. Edward megtámadta Utolsó Llywelynt, és győzelmével 1282-ben elfoglalta Waleset. Ő hozta létre, először idősebb fia, II. Edward számára a Wales hercege címet.
II. Edward volt az apja III. Edwardnak, akinek a francia trón iránti igénye indította el a százéves háborút. (1337–1453) A háborút Anglia elvesztette, és csak egyetlen francia város felett tudta megőrizni a befolyását: ez a város Calais.
A királyságnak rövid ideje volt az újjáépítésre, mert 1455 és 1487 között zajlott a rózsák háborúja. A háború lényegét tekintve a York-ház és a Lancaster-ház között kirobbant, a trón birtoklásáért folytatott polgárháború volt. Mindkét család III. Edward leszármazottja, közöttük szoros rokoni kapcsolatok voltak. A háború végén a Lancaster-ház női ágának és a York-ház férfi ágának egy-egy tagját találta a trónon, mert VII. Henrik és Yorki Erzsébet összeházasodtak, és így megszületett a Tudor-dinasztia.
Ezalatt Wales még mindig az I. Edward által kialakított közigazgatási és jogi keretek között működött. A második Tudor uralkodó, VIII. Henrik az egységesítési törvényekkel (Laws in Wales Act) ezt a területet is Anglia fennhatósága alá csatolta.
VIII. Henrik uralkodásának idején, 1541-ben az ír parlament az Ír Királyság királyává választotta, így perszonálunió jött létre a két ország között.
I. Mária uralkodása alatt Calais-t a franciák 1558. január 7-én elfoglalták. A Tudor-ház utolsó uralkodója, I. Erzsébet 1603. március 24-én meghalt. Utódja VI. Jakab skót király lett. A két ország perszonáluniója 1707-ig létezett úgy, hogy a két ország független maradt.
1707-ben az Act of Union reálunióvá alakította a perszonáluniót, létrehozva Nagy-Britannia Egyesült Királyságát, ami 1707 és 1801 között létezett. Anna volt az utolsó angol uralkodó, és egyben az újonnan létrehozott királyság első uralkodója. Az angol és a skót parlamentet összevonták, így jött létre a brit parlament. Ettől az időtől Angliának nincs önálló kormánya, ekkor vesztette el politikai önállóságát.

## Köztársaság és Protektorátus
Anglia politikai létezésének elejétől a körülbelül 927-es megalapításától kezdve egy rövid időszakot leszámítva végig monarchia volt.
A kivégzett I. Károly helyett köztársasági irányítás vette át a hatalmat, amely korszak alatt (1649–1653) az ország neve Commonwealth of England volt. A köztársaság legfontosabb vezetője, Oliver Cromwell megpróbálta hatalmát kiterjeszteni Írországra és Skóciára is.
A győzedelmes tábornok azonban a köztársaság ellen fordult, és újfajta kormányzást hozott létre, melynek a neve: protektorátus. Ő lett az ország vezetője, haláláig, 1658. szeptember 3-áig betöltött tisztje pedig lordprotektor volt. Őt fia, Richard Cromwell követte.